# Сфаксьєн
«Сфаксьєн» (араб. النادي الرياضي الصفاقسي, фр. Club Sportif Sfaxien)  — туніський футбольний клуб з міста Сфакс. Домашні матчі проводить на стадіоні «Таєб Мехірі» в Сфаксі, який вміщує 11 000 глядачів.

## Досягнення

### Національні
- Чемпіон Тунісу — 8 (1969, 1971, 1978, 1981, 1983, 1995, 2005, 2013)
- Володар Кубка Тунісу — 4 (1971, 1995, 2004, 2009)
- Володар Кубка туніської ліги — 1 (2003)

### Міжнародні
- Ліга чемпіонів КАФ
  - Фіналіст: 2006

- Кубок конфедерацій КАФ
  - Переможець: 2007, 2008
  - Фіналіст: 2010

- Кубок КАФ
  - Переможець: 1998

- Суперкубок КАФ
  - Фіналіст: 2008, 2009

- Арабська ліга чемпіонів
  - Переможець: 2000, 2004